# Gerlašské skaly
Gerlašské skaly je přírodní rezervace v oblasti Slovenský kras.
Nachází se v katastrálním území obcí Rožňavské Bystré a Honce v okrese Rožňava v Košickém kraji. Území bylo vyhlášeno či novelizováno v roce 1981 na rozloze 21,7300 ha. Ochranné pásmo nebylo stanoveno.